# Noos - L'avventura della conoscenza
Noos - L'avventura della conoscenza è un programma televisivo italiano di divulgazione scientifica, in onda su Rai 1 dal 29 giugno 2023 ideato e condotto da Alberto Angela, nato come erede del programma Superquark condotto da suo padre, Piero Angela.

## Il programma
Dopo la morte di Piero Angela, avvenuta il 13 agosto 2022 all'età di 93 anni, la Rai decise di chiudere definitivamente Superquark, la trasmissione di divulgazione scientifica curata dal presentatore torinese in onda dal 1995 (dal 1981 come Quark). Il 25 maggio 2023, al termine della messa in onda di una puntata speciale di Ulisse dedicata alla vita e alla carriera televisiva di suo padre, Alberto Angela ha annunciato che, per onorare la sua memoria, avrebbe proseguito l'attività di divulgazione scientifica in televisione già avviata da Piero Angela oltre 50 anni prima: sempre lo stesso ha dichiarato inoltre che la nuova trasmissione non si sarebbe chiamata come la precedente, anche per rispetto nei confronti dell'operato del padre. Inizialmente si era optato di creare due filoni del programma Ulisse dal titolo Ulisse Scienza e Ulisse Natura, per poi scegliere la denominazione attuale.
Il programma prende il nome dall'immaginaria astronave Noos (dal greco antico νόος?, nóos, "intelletto" AFI: [ˈno.os], forma arcaica e ionica di νοῦς noûs AFI: [ˈnuːs]) usata in Viaggio nel cosmo, serie dedicata all'esplorazione dell'Universo, condotta da Piero e Alberto Angela e trasmessa su Rai 1 nel 1998.

### Rubriche
Nel programma sono presenti rubriche ricorrenti condotte da esperti del settore, quali:
- Spazio: scoperte e segreti dello spazio raccontati da Samantha Cristoforetti. (Stagione 1 - in corso)
- Fisica e chimica: gli scienziati Giuliana Galati e Ruggero Rollini spiegano fenomeni chimici e fisici del quotidiano con esperimenti pratici. (Stagione 1 - in corso)
- Astrofisica: l'astrofisica Edwige Pezzulli analizza le più belle immagini del cosmo. (Stagione 1 - in corso)
- Cinema: l'astrofisico Luca Perri analizza dal punto di vista scientifico alcune delle scene cinematografiche più famose. (Stagione 1 - 2)
- Storia: il professor Alessandro Barbero spiega le curiosità della Storia, così come faceva in Dietro le quinte della storia in Superquark. (Stagione 1)
- Crime: lo scrittore Carlo Lucarelli racconta i momenti in cui scienza e criminalità si sono intrecciate. (Stagione 1 - in corso)
- Evoluzione: il professor Telmo Pievani racconta i meccanismi dell'evoluzione. (Stagione 1 - in corso)
- Alimentazione: la dottoressa Elisabetta Bernardi racconta le ultime ricerche in campo alimentare, così come faceva in La scienza in cucina in Superquark. (Stagione 1 - in corso)
- Fake News: il giornalista Massimo Polidoro racconta i segreti delle fake news, così come faceva in Psicologia delle bufale, in Superquark. (Stagione 1 - in corso)
- Archeologia: il direttore generale del Parco archeologico di Pompei Gabriel Zuchtriegel racconta usi e costumi degli antichi romani. (Stagione 2)
- Geopolitica: il giornalista Dario Fabbri spiega i complessi meccanismi internazionali. (Stagione 1 - in corso)
- Paleontologia: il paleontologo Alessandro Chiarenza spiega i segreti dei dinosauri e le ultime ricerche. (Stagione 2)
- Sessualità: il professor Emmanuele Jannini spiega i meccanismi della sessualità, così come faceva in Questione di ormoni in Superquark. (Stagione 3)
- Tecnologia: il fisico Roberto Cingolani spiega i meccanismi dell'Intelligenza Artificiale e dell'innovazione tecnologica. (Stagione 3)

### Rubriche filmate
Nel programma sono presenti rubriche filmate curate da esperti del settore, quali:
- Cultura: la voce dell'attrice Paola Cortellesi narra la storia di alcune delle lettere dell'alfabeto. (Stagione 1 - 2)
- Sessualità: il professor Emmanuele Jannini spiega i meccanismi della sessualità, così come faceva in Questione di ormoni in Superquark. (Stagione 1 - 2)
- Etologia: l'etologa Elisabetta Palagi spiega i segreti degli animali domestici. (Stagione 3)
- Fisica: l'astrofisico Luca Perri spiega le leggi fisiche del mondo della vela. (Stagione 3)
- Paleontologia: il paleontologo Alessandro Chiarenza spiega i segreti dei dinosauri e le ultime ricerche. (Stagione 3)

### Sigla
La sigla della trasmissione è un estratto del brano Crossing The Bridge del compositore statunitense James Newton Howard, tratto dalla colonna sonora del film Blood Diamond - Diamanti di sangue.

### Ospiti
Tra gli ospiti intervistati da Alberto Angela ci sono stati gli attori Harrison Ford (doppiato dalla sua voce storica Michele Gammino) nella prima edizione e Russel Crowe (doppiato nuovamente da Luca Ward come ne Il gladiatore) nella seconda. Nella terza edizione ospite è Jovanotti.

## Edizioni
| Edizione | Anno | Conduzione     | Periodo        | Periodo          | Puntate | Regia               | Studio televisivo                                 |
| Edizione | Anno | Conduzione     | Inizio         | Fine             | Puntate | Regia               | Studio televisivo                                 |
| -------- | ---- | -------------- | -------------- | ---------------- | ------- | ------------------- | ------------------------------------------------- |
| 1ª       | 2023 | Alberto Angela | 29 giugno 2023 | 3 agosto 2023    | 6       | Gabriele Cipollitti | Auditorium Rai del Foro Italico                   |
| 2ª       | 2024 | Alberto Angela | 27 giugno 2024 | 5 settembre 2024 | 7       | Gabriele Cipollitti | Auditorium del Centro di produzione Rai di Napoli |
| 3ª       | 2025 | Alberto Angela | 23 giugno 2025 | 28 luglio 2025   | 6       | Gabriele Cipollitti | Studio 3 degli Studi televisivi Fabrizio Frizzi   |

## Puntate e ascolti

### Prima edizione (2023)
| Puntata | Messa in onda  | Ascolti        | Ascolti |
| Puntata | Messa in onda  | Telespettatori | Share   |
| ------- | -------------- | -------------- | ------- |
| 1       | 29 giugno 2023 | 2 475 000      | 17,00%  |
| 2       | 6 luglio 2023  | 2 186 000      | 15,15%  |
| 3       | 13 luglio 2023 | 1 998 000      | 15,20%  |
| 4       | 20 luglio 2023 | 2 212 000      | 17,45%  |
| 5       | 27 luglio 2023 | 1 850 000      | 14,03%  |
| 6       | 3 agosto 2023  | 1 970 000      | 15,12%  |
| Media   | Media          | 2 115 000      | 15,66%  |

### Seconda edizione (2024)
| Puntata | Messa in onda    | Ascolti        | Ascolti |
| Puntata | Messa in onda    | Telespettatori | Share   |
| ------- | ---------------- | -------------- | ------- |
| 1       | 27 giugno 2024   | 2 032 000      | 13,61%  |
| 2       | 4 luglio 2024    | 1 815 000      | 12,20%  |
| 3       | 11 luglio 2024   | 1 729 000      | 12,61%  |
| 4       | 18 luglio 2024   | 1 532 000      | 11,52%  |
| 5       | 22 agosto 2024   | 1 468 000      | 12,57%  |
| 6       | 29 agosto 2024   | 1 721 000      | 13,50%  |
| 7       | 5 settembre 2024 | 1 601 000      | 11,67%  |
| Media   | Media            | 1 700 000      | 12,52%  |

### Terza edizione (2025)
| Puntata | Messa in onda  | Ascolti        | Ascolti |
| Puntata | Messa in onda  | Telespettatori | Share   |
| ------- | -------------- | -------------- | ------- |
| 1       | 23 giugno 2025 | 2 214 000      | 15,40%  |
| 2       | 30 giugno 2025 | 1 763 000      | 12,80%  |
| 3       | 7 luglio 2025  | 1 920 000      | 13,90%  |
| 4       | 14 luglio 2025 | 1 997 000      | 14,70%  |
| 5       | 21 luglio 2025 | 1 787 000      | 13,80%  |
| 6       | 28 luglio 2025 | 1 875 000      | 13,80%  |
| Media   | Media          | 1 926 000      | 14,06%  |

## Regia e Speaker
La regia del programma è affidata a Gabriele Cipollitti, già regista di Superquark, Ulisse, Stanotte a… e Meraviglie.
I narratori del programma sono Valerio Sacco (già narratore a Quark Atlante, Superquark e Passaggio a Nord Ovest) e Daniela Abruzzese (già narratrice a Quark, Superquark e Passaggio a Nord Ovest).

## Spin-off
In seconda serata va in onda uno spin-off del programma, dal titolo Noos - Viaggi nella natura, dove Alberto Angela presenta in versione integrale i documentari della BBC andati in onda nella stagione precedente, esattamente come accadeva in Superquark natura.
- Prima edizione (dal 6 luglio 2023 al 3 agosto 2023): a partire dalla seconda puntata vengono presentati i cinque episodi della serie Il gioco della seduzione (The Mating Game[46]), andati parzialmente in onda nell'ultima stagione di Superquark.
- Seconda edizione (dal 27 giugno 2024 al 29 agosto 2024): a partire già dalla prima puntata, va in onda la prima stagione della serie Serengeti (Serengeti I[47]), sei documentari dedicati alla savana e andati parzialmente in onda nella prima edizione del programma.
- Terza edizione (dal 23 giugno al 28 luglio 2025): a partire già dalla prima puntata, va in onda la seconda stagione della serie Serengeti (Serengeti II[48]), sei documentari dedicati alla savana e andati parzialmente in onda nella seconda edizione del programma.